# 300 Entertainment
300 Entertainment è un'etichetta discografica statunitense fondata da Lyor Cohen, Roger Gold, Kevin Liles e Todd Moscowitz, appartenente al gruppo Warner Music Group e distribuita dalla Atlantic Records.

## Storia

### Fondazione
Cohen si è dimesso da presidente e amministratore delegato dell'operazione di musica del Warner Music Group per iniziare la 300 Entertainment con Todd Moscowitz, ex presidente della Warner Bros., Kevin Liles, ex EVP Warner Music e Roger Gold, ex SVP dell'ufficio del presidente e CEO di Warner Music. Cohen, Liles e Moscowitz avevano anche lavorato insieme alla Def Jam, che Cohen aveva diretto negli anni '80 e '90.
È stato annunciato che il cantante Eric Bellinger aveva firmato con 300 Entertainment. Nell'aprile 2014, il membro della A&R della Atlantic Records DJ Drama ha dichiarato che il rapper di Atlanta Young Thug aveva firmato un contratto con la 300 Entertainment. Nel giugno 2014, è stato rivelato che anche il gruppo hip hop di Atlanta Migos aveva firmato con l'etichetta. All'inizio del 2014, Lyor Cohen ha firmato Conrad Sewell. Il giorno dopo aver firmato con 300, il cantante australiano ha ricevuto offerte da praticamente tutte le etichette che gli avevano trasmesso, per, in alcuni casi, "ben oltre 1 milione di dollari".
A partire dal 2017, Trap Queen di Fetty Wap è il singolo più di successo dell'etichetta fino ad oggi, avendo esso ottenuto 10 dischi di platino. Il primo successo pop della 300 fu No Promises dei Cheat Codes e Demi Lovato. Il suo primo artista country pop è stato Bailey Bryan.

### Uscita di Cohen
Nel settembre 2016, Lyor Cohen ha annunciato la sua uscita dalla 300. In seguito a questo annuncio, Kevin Liles ha assunto il ruolo di CEO. Liles avrebbe fatto apparizioni da seguire sul Wall Street Journal e su MSNBC per discutere il suo ruolo nell'etichetta.

## Partnership

### Finanziamento
L'azienda è sostenuta da una vasta gamma di investitori, tra cui Google, Columbus Nova, il miliardario Noam Gottesman, l'ex capo digitale della Warner Music Alex Zubillaga e Kemado Records. Gli accordi di investimento sono stati messi insieme dal banchiere di investimento dei media Aryeh Bourkoff e Ori Winitze di LionTree.

### Atlantic Records
La Atlantic Records ha firmato un accordo di distribuzione per distribuire tutti i contenuti della 300 nel novembre 2013.

### +1 Records
Nel 2014, la 300 ha annunciato che la +1 Records era diventata un'etichetta partner ufficiale dell'azienda.

### YSL Records
Nel novembre 2016, il rapper di Atlanta Young Thug ha fondato la YSL Records come marchio editoriale della 300 Entertainment. Artisti della YSL includono Gunna, Lil Keed, Strick, T-Shyne, Lil Duke, Karlae, Yak Gotti, Yung Kayo, HiDoraah e Dolly White.

### Unauthorized Entertainment
Nel febbraio 2017, il vicepresidente senior di A&R dell'etichetta, Selim Bouab, ha fondato l'etichetta Unauthorized Entertainment sotto 300 Entertainment.

### Murder Inc. Records
Nel giugno 2017, è stato annunciato che la 300 Entertainment avrebbe collaborato con la Murder Inc. Records.

### Undercover Prodigy
Nel settembre 2017, il rapper Hopsin ha rilasciato un'intervista con HardKnocktv affermando di aver firmato con la 300 Entertainment. Il suo singolo The Purge è stato pubblicato da 300 Entertainment e Undercover Prodigy. Il 24 novembre 2017, Hopsin ha pubblicato il suo album No Shame, che ha debuttato alla quarantaduesima posizione della Billboard 200. Sia Kevin Liles che Hopsin hanno definito l'accordo una partnership tra 300 e Undercover Prodigy.

## Artisti
- Shy Grizzly
- Young Thug
- Fetty Wap
- Highly Suspect
- Cobi
- Meg Mac
- TK Kravitz
- Maggie Lindemann
- The Hunna
- Lil Duke
- Famous Dex
- Cheat Codes
- Tee Grizzley
- Bailey Bryan
- OMB Peezy
- Agnes Monica
- Lil Keed
- NGeeYL
- Paris Shadows
- Megan Thee Stallion
- Phony Ppl
- Lukas James
- Nova Miller
- TLE Cinco
- Trapboy Freddy
- Noah Cunane
- Drax Project
- Snot
- Waterparks
- PmBata
- T-Shyne
- Yung Kayo
- María Becerra
- Lil Chawley
- Lil Xxel